# Мауро Беллуджі
Мауро Беллуджі (італ. Mauro Bellugi, * 7 лютого 1950, Буонконвенто — 20 лютого 2021) — колишній італійський футболіст, захисник. Відомий виступами за клуби «Інтернаціонале» та «Болонья», а також національну збірну Італії.
Чемпіон Італії. Володар Кубка Італії.

## Клубна кар'єра
Вихованець футбольної школи клубу «Інтернаціонале». Дорослу футбольну кар'єру розпочав 1969 року в основній команді того ж клубу, в якій провів п'ять сезонів, взявши участь у 90 матчах чемпіонату. За цей час виборов титул чемпіона Італії.
Своєю грою за цю команду привернув увагу представників тренерського штабу клубу «Болонья», до складу якого приєднався 1974 року. Відіграв за болонської команду наступні п'ять сезонів своєї ігрової кар'єри.
Протягом 1979—1980 років захищав кольори команди клубу «Наполі».
Завершив професійну ігрову кар'єру виступами за команду «Пістоєзе» в сезоні 1980–81, який команда, що зазвичай змагалася у нижчих дивізіонах італійської першості, проводила в Серії A.

## Виступи за збірні
1971 року залучався до складу молодіжної збірної Італії. На молодіжному рівні зіграв в одному офіційному матчі.
1972 року дебютував в офіційних матчах у складі національної збірної Італії. Протягом кар'єри у національній команді, яка тривала 8 років, провів у формі головної команди країни 32 матчі. У складі збірної був учасником чемпіонату світу 1974 року у ФРН, чемпіонату світу 1978 року в Аргентині, чемпіонату Європи 1980 року в Італії.

## Титули і досягнення
- Чемпіон Італії (1):

«Інтернаціонале»: 1970–71
- Володар Кубка Італії (1):

«Болонья»: 1973–74